# فدریکو ماریتی
فدریکو ماریتی (ایتالیایی: Federico Marietti; ۹ دسامبر ۱۹۲۵ – ۹ ژوئیهٔ ۱۹۹۵) بازیکن بسکتبال اهل ایتالیا بود. وی در بازی‌های المپیک تابستانی ۱۹۴۸ و ۱۹۵۲ شرکت کرده‌است.